# Piletocera costipunctata
Piletocera costipunctata là một loài bướm đêm trong họ Crambidae.